# Сторожевые корабли проекта 35
Сторожевые корабли проекта 35 типа СКР-7 (по классификации НАТО — Mirka klass frigate) — сторожевые корабли, модифицированный вариант проекта 159. Выпускались также по модернизированному проекту 35-М (по классификации НАТО — Mirka-II klass frigate). Всего было выпущено 18 кораблей. Один из них, СКР-6, стал известен после того, как 12 февраля 1988 совершил навал на американский эсминец «Кэрон», незаконно пересёкший морскую границу СССР.

## Описание

### Главная энергетическая установка (ГЭУ)
В 1957 году в Зеленодольском ПКБ была закончена разработка сокращенного технического проекта нового корабля: это был проект нового варианта сторожевого корабля проекта 159. Он получил номер 35 и был призван улучшить мореходные качества кораблей: трёхвальная установка на проекте 159 была неудобной (особенно в режиме экономического хода или при поиске подводных лодок), поскольку большие винты бортовых валов создавали значительное сопротивление и резко ухудшали экономичность всей установки. В ПКБ осуществлялся поиск варианта такой схемы, которая была бы лишена отмеченных недостатков. Проще всего было создать двухвальную установку с маршевым дизелем и форсажной газовой турбиной на каждом валу с использованием редуктора, но найти ответственного за разработку такого редуктора было невозможно, поскольку дизелисты делали свои редуктора, а турбинисты — свои.
Главный конструктор нового корабля Н. Х. Железняков выбрал такую схему, которая применялась на малых противолодочных кораблях проекта 204 с оригинальным гидротурбинным движителем. Она включала два дизеля, вращавшие гребные винты в туннельных насадках (внешне они походили на водомёты), и два газотурбокомпрессора для подачи воздуха в туннельные насадки на винтах при развитии полных ходов. Теоретически предполагалось увеличение скорости в два раза. На практике же при полных оборотах дизелей корабль развивал полную скорость 20 узлов и при включении турбин 34 узла. Впрочем, подобная установка оказалась слишком шумной, сложной в эксплуатации, неудобной и малоэффективной: затрачиваемой мощности хватило бы на движение с большей скоростью и при обычной схеме. Однако другого варианта найти не удалось, и таковая схема была принята.

### Мореходность
Небольшой корабль проекта 35 обладал хорошей мореходностью: он мог использовать оружие при волнении моря до 4 баллов, для снижения размахов качки на нём были размещены специальные успокоители качки, да и при проектировании была сохранена большая дальность плавания на экономической скорости (2000 миль). На ходовых испытаниях в 1964 году максимальная скорость превысила 34 узла, однако при общем увеличении мощности ГЭУ по сравнению с пр.159 почти на 12 тысяч л.с. можно было ожидать конечно большего, да и обычная винтовая установка могла давать скорость до 40 узлов.

### Вооружение
Сторожевик сочетал в себе размеры малого противолодочного корабля проекта 204 и вооружение сторожевого корабля проекта 159-А: две спаренные универсальные 76,2-мм артустановки АК-726 с системой управления «Турель», вместо четырёх РБУ-2500 второй пятитрубный 400-мм торпедный аппарат и плюс ко всему две новые РБУ-6000. Вместо системы общего обнаружения «Фут-Н» устанавливалась РЛС «Рубка», а гидролокаторы «Титан» и «Вычегда» сохранились.

## Применение

### Модификации
В 1970 году Зеленодольскому ПКБ было выдано тактико-техническое задание на разработку проекта модернизации данного уже проекта 35 с целью усиления противолодочного вооружения. По этому проекту предусматривалось:
1. Снять кормовой 400-мм торпедный аппарат.
2. Разместить на корме два бомбомёта РБУ-6000.
3. Заменить гидролокаторы «Титан» и «Вычегда» на «Платина-МС» (подкильная система) и «Рось-К» (буксируемая система).

За период с 1973 по 1978 год было модернизировано 8 кораблей, и они получили номер 35-М. Высокая стоимость работ не соответствовала тому приросту эффективности, который был получен. Применение буксируемой гидроакустической станции могло давать эффект лишь на больших глубинах, которых в прибрежных водах СССР практически не было. В открытых и удаленных районах морей, где такие глубины преобладают, малые размеры кораблей не давали возможность эффективно использовать буксируемую систему на преобладающих в этих районах волнении.

### Программа строительства
Головной корабль под номером СКР-7 был заложен 26 января 1964 года на судостроительном заводе «Янтарь» в Калининграде. Корабль был спущен на воду 23 марта 1962 года, вступил в строй 25 декабря 1964 года. Вся серия из 18 кораблей была построена на этом же заводе, последний корабль был сдан флоту в 1967 году.

### Служба
В Военно-Морском Флоте СССР корабли вначале классифицировались как большие охотники, затем как малые противолодочные корабли и только потом стали распознаваться как сторожевики. 13 кораблей вошли в состав Балтийского флота, а пять остальных, совершив межфлотский переход, были приняты в Черноморский флот. Находясь при несении боевой службы в зоне военных действий в Средиземном море, они оказывали помощь вооруженным силам Египта: СКР-48, СКР-6, СКР-13 и СКР-117. Последние корабли этой серии были списаны в 1990—1991 годах, а дольше всех прослужили СКР-12, СКР-19 и СКР-84, которые были исключены из состава ВМФ в 1992 г.

## Представители
- ПЛК-7, БФ
- ПЛК-20, БФ
- ПЛК-32, БФ
- ПЛК-39, БФ
- ПЛК-44, БФ
- ПЛК-49, БФ
- ПЛК-53, ЧФ
- ПЛК-8, БФ
- ПЛК-51, БФ, ЧФ
- ПЛК-48, ЧФ
- ПЛК-12, БФ
- ПЛК-19, БФ
- ПЛК-35, БФ
- ПЛК-55, БФ
- ПЛК-6, ЧФ
- ПЛК-13, ЧФ
- СКР-90, БФ
- СКР-117, ЧФ[1].